# Новоселицька міська територіальна громада
Новоселицька міська територіальна громада —  територіальна громада в Україні, в Чернівецькому районі Чернівецької області. Адміністративний центр — місто Новоселиця.
Площа громади — 155,26 км², населення — 22 884 мешканці (2018).
Площа громади - 220,005 кв.км, населення - 28402 мешканців (2021).
Перші вибори 24 грудня 2017 року.  До складу громади увійшли  місто Новоселиця та 7 населених пунктів (міська рада та 5 старостинських округів: Маршинецький, Рингацький (с.Рингач та с.Шишківці), Рокитненський, Слобідський (с.Слобода та с.Ревківці), Строїнецький.
Протягом 2018 року дооб’єдналися ще 2 населених пункти (села Котелеве та Зелений Гай). 
Після виборів у жовтні 2020 р. до громади приєднали ще 4 населених пункти: Динівці, Довжок, Берестя та Милинівку.

## Населені пункти
До складу громади входять 14 населених пунктів — 1 місто та 13 сіл: 
місто
1. Новоселиця

села:
1. Берестя,
2. Динівці,
3. Довжок,
4. Зелений Гай,
5. Котелеве,
6. Малинівка,
7. Маршинці,
8. Ревківці,
9. Рингач,
10. Рокитне,
11. Слобода,
12. Строїнці,
13. Шишківці.